# Direito marítimo
O direito marítimo ou a lei do almirantado ou lei marítima é um corpo de leis que rege questões náuticas e disputas marítimas privadas. O direito do almirantado consiste tanto no direito interno sobre as atividades marítimas quanto no direito internacional privado que rege as relações entre as partes privadas que operam ou usam navios oceânicos. Embora cada jurisdição legal geralmente tenha sua própria legislação que rege as questões marítimas, a natureza internacional do tema e a necessidade de uniformidade levaram, desde 1900, a desenvolvimentos consideráveis do direito marítimo internacional, incluindo vários tratados multilaterais.
O direito do almirantado pode ser distinguido do direito do mar, que é um corpo de direito internacional público que trata dos direitos de navegação, direitos minerais, jurisdição sobre as águas costeiras e as relações marítimas entre as nações. A Convenção das Nações Unidas sobre o Direito do Mar foi adotada por 167 países e pela União Europeia, e as disputas são resolvidas no tribunal ITLOS em Hamburgo.

## Brasil
O direito marítimo regula as relações oriundas da movimentação de carga e pessoas em meio aquaviário, bem como as relações decorrentes da utilização dos portos e aduanas (direito aduaneiro). As soluções de controvérsias valem-se, via de regra, do direito processual brasileiro e da arbitragem (composição entre as partes, sem a incitação do Poder Judiciário). Consiste, pois, num ramo complexo do direito, ainda não devidamente codificado.
É regulado no Brasil pela segunda parte do Código Comercial de 1850, a única parte não revogada deste, pelas leis ordinárias e decretos e pelos tratados internacionais além da prática reiterada do mercado, tecnicamente denominada Lex Mercatoria.
Existem ainda conflitos doutrinários sobre a equivalência entre os termos Direito Marítimo e da Navegação, embora a distinção dos dois institutos seja clara, sendo o primeiro misto, ou seja, direito marítimo é de direito público e privado, enquanto o Direito da Navegação abrange, somente, o âmbito público. Outra diferença é que no direito da navegação pode-se incluir tanto o espaço marítimo, quanto o aéreo.

## Pirataria
Ao longo da história, a pirataria foi definida como hostis humani generis, ou o inimigo de toda a humanidade. Embora o estado de bandeira normalmente tenha jurisdição sobre um navio em alto mar, há jurisdição universal no caso de pirataria, o que significa que qualquer nação pode perseguir piratas em alto mar, incluindo persegui-los nas águas territoriais de um país. A maioria das nações assinou a Convenção das Nações Unidas sobre o Direito do Mar de 1982, que determina os requisitos legais para perseguir piratas.
Recomenda-se que os navios mercantes que transitem por áreas de maior atividade pirata (ou seja, Golfo de Aden, Bacia Somali, Mar Vermelho Meridional e Estreito de Bab-el-Mandeb) implementem medidas de autoproteção, de acordo com as melhores práticas de gestão mais recentes acordadas pelos membros da indústria mercante e endossado pelo Centro de Navegação da OTAN e pelo Centro de Segurança Marítima do Chifre da África (MSCHOA).

## Programas acadêmicos
Existem várias universidades que oferecem programas de direito marítimo. O que se segue é uma lista parcial de universidades que oferecem cursos de pós-graduação marítimos:
- Canadá
  - Dalhousie Law School – Mestrado em Direito em direito marítimo e ambiental
- França
  - Universidade Panthéon-Assas – Mestrado em Direito em direito internacional, empresarial ou privado com cursos de direito marítimo[6]
  - Universidade de Nice Sophia Antipolis – Mestrado em Direito em direito marítimo e ambiental
  - Universidade da Bretanha Ocidental em Brest - Mestrado em Direito em direito marítimo
  - Universidade de Nantes em Nantes – Mestrado em Direito e Segurança das Atividades Marítimas e Oceânicas
  - Universidade de Le Havre em Le Havre – Mestrado em Direito das Atividades Marítimas e Portuárias
- Alemanha
  - Universidade de Hamburgo com Instituto Max Planck de Direito Privado Comparado e Internacional – Doutorado em Direito Marítimo
- Malásia
  - Universiti Teknologi Mara – Mestrado em Direito em Aspectos Jurídicos de Assuntos Marinhos
- Malta
  - International Maritime Law Institute – Mestrado em Direito em Direito Marítimo Internacional
- Holanda
  - Universidade Erasmus Rotterdam – Mestrado em Direito em Direito Empresarial, Societário e Marítimo; Mestrado em Economia Marítima e Logística (MEL)
- Noruega
  - Universidade de Oslo (Instituto Escandinavo de Direito Marítimo) – Mestrado em Direito em Direito Marítimo
  - Universidade de Oslo – Mestrado em Direito Marítimo[7]
- Singapura
  - National University of Singapore – Mestrado em Direito em Direito Marítimo (Diploma de Pós-Graduação em Direito Marítimo e Arbitragem Organização Marítima Internacional)
- África do Sul
  - Universidade da Cidade do Cabo – Mestrado em Direito Marítimo
- Espanha
  - Universidade Pontifícia Comillas – Mestrado em Negócios Marítimos e Direito Marítimo (ICADE – Instituto Marítimo Espanhol)
  - Universidade de Deusto – Mestrado em Gestão Empresarial Marítima e Direito Marítimo
- Suécia
  - Lund University – Mestrado em Direito em direito marítimo
  - Mestrado em Ciências Marítimas da Universidade Marítima Mundial (Direito e Política Marítima)
- Tailândia
  - Universidade Thammasat – Mestrado em Direito no direito do comércio internacional
- Reino Unido
  - Bangor University – Mestrado em Direito em Direito Marítimo e Mestrado em Direito em Direito do Mar
  - Universidade de Cardiff - Mestrado em Direito em Direito Marítimo
  - City University London – Mestrado em Direito em Direito Marítimo
  - Liverpool John Moores University – BSc & MSc in Maritime, Transport & Logistics (MTL) (com elementos de direito marítimo incorporados)
  - Queen Mary, University of London – Mestrado em Direito em Direito de Navegação Internacional
  - Swansea University (Institute of International Shipping and Trade Law) – Mestrado em Direito em Direito Marítimo Internacional
  - University College London – Mestrado em Direito em Direito Marítimo
  - Universidade de Hertfordshire - Mestrado em Direito em Direito Marítimo
  - Universidade de Nottingham - Mestrado em Direito em Direito Marítimo
  - University of Southampton School of Law (Instituto de Direito Marítimo) – Mestrado em Direito (Direito Marítimo)
- Estados Unidos
  - Florida Coastal School of Law – Mestrado em Direito em Direito de Logística e Transportes
  - Faculdade de Direito da Universidade de St. Thomas
  - Tulane University Law School – Mestrado em Direito em almirantado e JD com certificado de especialização em Admiralty & Maritime Law[8]
  - Faculdade de Direito da Universidade de Miami – Mestrado em Direito em Direito Oceânico e Costeiro
  - Faculdade de Direito William S. Richardson Universidade do Havaí – Mestrado em Direito em Lei e Política Oceânica[9]